# Petit rat
 (janvier 2018).
Si vous disposez d'ouvrages ou d'articles de référence ou si vous connaissez des sites web de qualité traitant du thème abordé ici, merci de compléter l'article en donnant les références utiles à sa vérifiabilité et en les liant à la section « Notes et références ».
Pour les articles homonymes, voir Rat (homonymie).

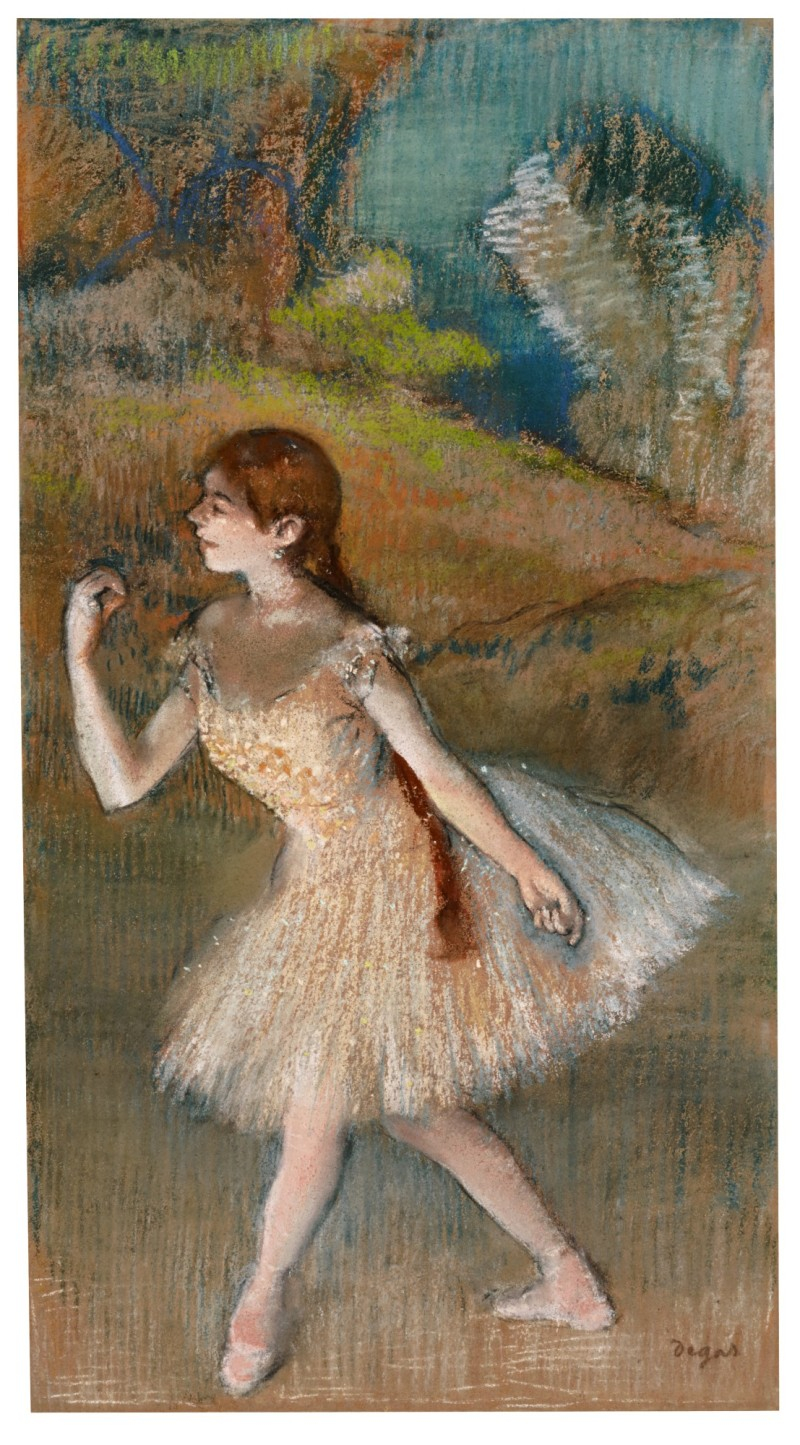
Danseuse de l'opéra, tableau d'Edgar Degas.

Un petit rat désigne une jeune élève de l'école de danse de l'Opéra de Paris qui figure dans les spectacles.

## Origine et étymologie
Le terme de rat, dans son acception en lien avec l'opéra, est attesté chez Honoré de Balzac, qui en donne la définition suivante dans le premier chapitre de Splendeurs et misères des courtisanes :  

« — Mes amis, vous connaissez de longue main la bonne fortune du sire de Rubempré, leur dit Bixiou, c’est l’ancien rat de des Lupeaulx.
L’une des perversités maintenant oubliées, mais en usage au commencement de ce siècle, était le luxe des rats. Un rat, mot déjà vieilli, s’appliquait à un enfant de dix à onze ans, comparse à quelque théâtre, surtout à l’Opéra, que les débauchés formaient pour le vice et l’infamie. Un rat était une espèce de page infernal, un gamin femelle à qui se pardonnaient les bons tours. Le rat pouvait tout prendre ; il fallait s’en défier comme d’un animal dangereux, il introduisait dans la vie un élément de gaieté, comme jadis les Scapin, les Sganarelle et les Frontin dans l’ancienne comédie. Un rat était trop cher : il ne rapportait ni honneur, ni profit, ni plaisir ; la mode des rats passa si bien, qu’aujourd’hui peu de personnes savaient ce détail intime de la vie élégante avant la Restauration, jusqu’au moment où quelques écrivains se sont emparés du rat comme d’un sujet neuf. »

— Splendeurs et misères des courtisanes, Première partie.
Théophile Gautier lui a consacré une nouvelle, Le Rat, où il explique : 

« On appelle ainsi à l’Opéra les petites filles qui se destinent à être danseuses, et qui figurent dans les espaliers, les lointains, les vols, les apothéoses et autres situations où leur petitesse peut s’expliquer par la perspective. L’âge du rat varie de huit à quatorze ou quinze ans ; un rat de seize ans est un très-vieux rat, un rat huppé, un rat blanc ; c’est la plus haute vieillesse où il puisse arriver ; à cet âge, ses études sont à peu près terminées, il débute et danse un pas seul, son nom a été sur l’affiche en toutes lettres ; il passe tigre, et devient premier, second, troisième sujet, ou coryphée, selon ses mérites ou ses protections. »

.
Nestor Roqueplan, fin observateur de la vie de l'Opéra au milieu du XIXe siècle, décrit ainsi le rat :

« Le vrai Rat, en bon langage, est une petite fille de sept à quatorze ans, élève de la danse, qui porte des souliers usés par d'autres, des châles déteints, des chapeaux couleur de suie, qui sent la fumée de quinquet, a du pain dans ses poches et demande six sous pour acheter des bonbons ; le rat fait des trous aux décorations pour voir le spectacle, court au grand galop derrière les toiles de fond et joue aux quatre coins des corridors ; il est censé gagner vingt sous par soirée, mais au moyen des amendes énormes qu'il encourt par ses désordres, il ne touche par mois que huit à dix francs et trente coups de pieds de sa mère. »

— Les Nouvelles à la main (1840).

Il existe plusieurs autres tentatives d'explication : rattaché à l'argot scolaire, il fait partie des métaphores animalières chères aux romantiques (une fois ses études terminées, le « rat » devient « tigre »). Une autre étymologie, non exclusive de la première, en fait une aphérèse de « demoiselle d'opéra ».
Une autre explication non attestée, mais très populaire, voudrait que l’expression « petit rat » trouve son origine dans le bruit que faisaient les pointes des jeunes danseurs sur le plancher des salles de répétition situées dans les  combles de l’Opéra.

## Aspects culturels
L'école des petits rats de l'Opéra de Paris a inspiré à Odette Joyeux son roman Côté jardin ou les Mémoires d'un rat et le feuilleton télévisé français L'Âge heureux qui en a été tiré.
L'école des petits rats de l'Opéra est également citée dans le livre Robert des noms propres de la romancière Amélie Nothomb.
En 2016, les éditions Nathan, en partenariat avec l'Opéra national de Paris, ont lancé une nouvelle série de romans pour la jeunesse, 20, allée de la Danse, qui relate les aventures de 6 petits rats de 6e division (les plus jeunes de l'école de ballet). Les romans sont écrits par Elizabeth Barféty et illustrés par Magalie Foutrier.

### Liens avec la prostitution
Les écrits des auteurs du XIXe siècle indiquent un lien très étroit entre cette population et la prostitution. On lit ainsi sous la plume de Théophile Gautier : 

« Quelle singulière destinée que celle de ces pauvres petites filles, frêles créatures offertes en sacrifice au Minotaure parisien, ce monstre bien autrement redoutable que le Minotaure antique, et qui dévore chaque année les vierges par centaines sans que jamais aucun Thésée vienne à leur secours ! »

— Le Rat

« L’appât de quatre ou cinq louis déterminait autrefois ces vertueuses mères à prêter leurs filles pour des soupers, des parties de plaisir, des bals masqués et des orgies de carnaval ; maintenant, elles inspirent à leurs enfants des idées d’ordre et d’économie, qui feraient honneur aux mères de famille du Marais ou de la rue Saint-Denis. Ces phrases : « Il faut songer à se faire un sort ! Tu n’oublieras pas ta mère quand tu seras heureuse ! » reviennent à tout instant dans leur conversation. »

— ibid.